# 贡德斯海姆
贡德斯海姆是德国莱茵兰-普法尔茨州的一个市镇。总面积8.64平方公里，总人口1592人，其中男性813人，女性779人（2011年12月31日），人口密度184人/平方公里。